# Barbados ai Giochi della XXI Olimpiade
Barbados partecipò ai Giochi della XXI Olimpiade che si sono svolti a Montréal dal 17 luglio al 1º agosto 1976, con una delegazione di 11 atleti impegnati in gare di atletica leggera e ciclismo. Portabandiera alla cerimonia d'apertura fu Lorna Forde, alla sua seconda Olimpiade, che gareggiò nella corsa veloce. Si trattò della terza partecipazione di questo paese ai Giochi olimpici. Non fu conquistata nessuna medaglia.